# Luiertas

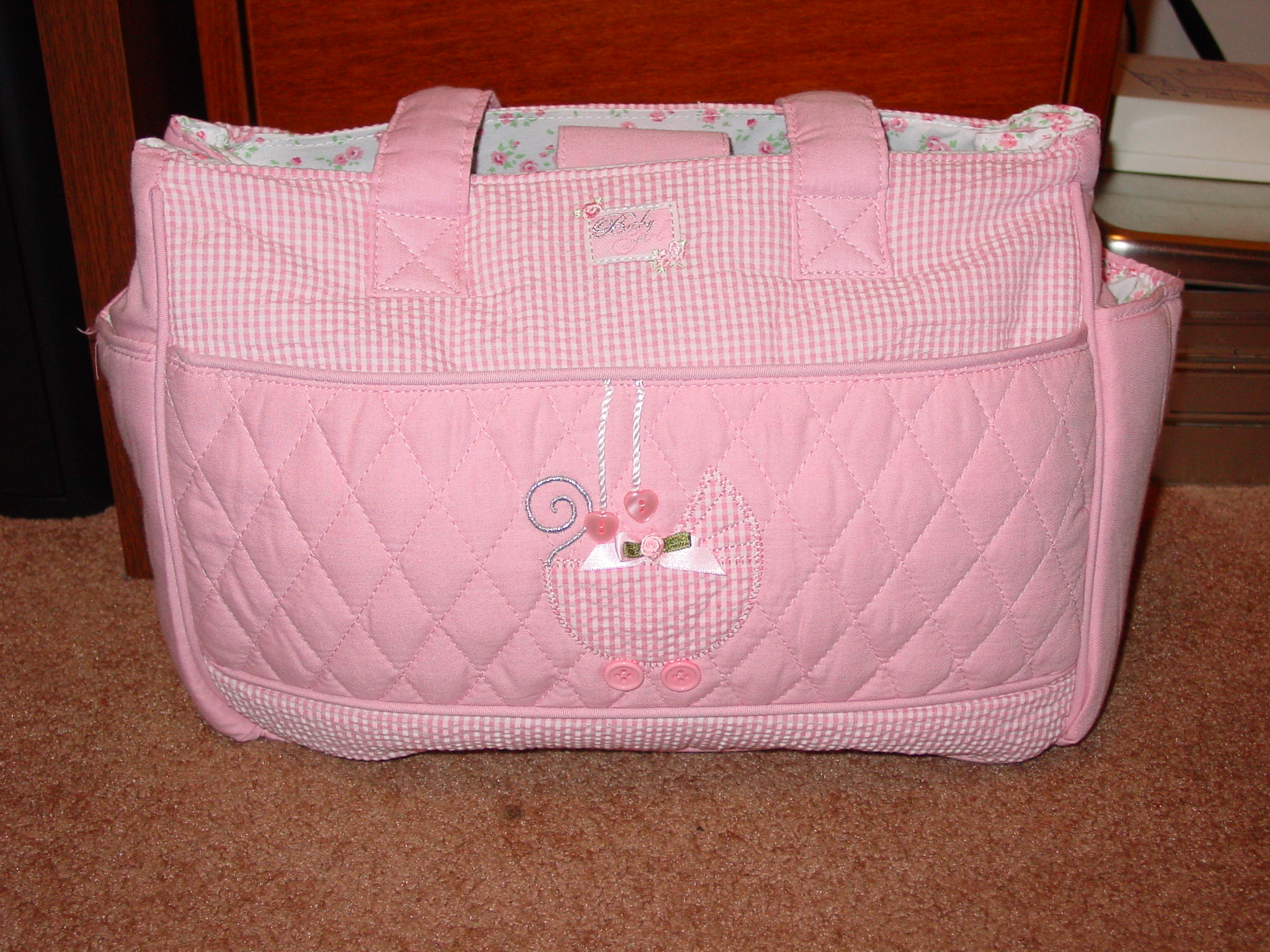
Luiertas

Een luiertas is een tas waarin alle benodigdheden zitten om op pad te gaan met een baby of jong kind.

## Inhoud
Als het kind niet zindelijk is, zijn luiers noodzakelijk, alsmede zaken om het verschonen van de baby mogelijk te maken zoals een verschoonmatje, billendoekjes, zakjes om de vieze luiers in te doen en eventueel verzorgende zalf tegen luieruitslag. Voor ouders wordt wel een ontsmettingsmiddel voor de handen aangeraden zodat daarvan gebruik kan worden gemaakt als er geen stromend water in de omgeving is.
Naast al deze benodigdheden voor het verschonen van luiers, wil men vaak babyvoeding of flesvoeding mee nemen. Wanneer er borstvoeding wordt gegeven, kunnen daarvoor ook spullen meegenomen worden, zoals zoogcompressen. Ook zaken zoals een speentje, slabbetjes, extra kledingsets voor kind en ouders en speelgoed worden in de tas meegenomen.

## Ontwerp

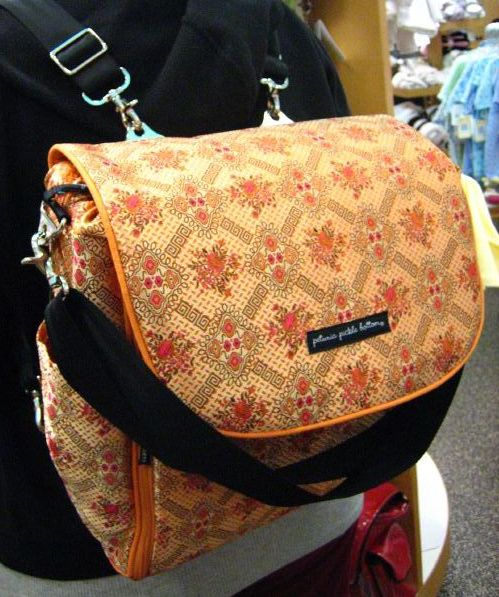
Luiertas in rugzakvorm

Er bestaan speciale tassen voor dit doel, maar elke grote tas kan dienst doen als luiertas. Traditionele luiertassen hebben vaak een wat kinderlijke print, maar soms worden ook merktassen wel gebruikt als luiertas. Zo werd de peperdure Birkin-tas op verzoek van Jane Birkin ontworpen. Birkin wilde eigenlijk een modieuze luiertas.
Er bestaan ook luiertassen die als rugzak gedragen kunnen worden.